# Балтийская Антанта
Балти́йская Анта́нта — пакт о сотрудничестве, согласии и взаимной помощи, заключённый между Литвой, Латвией и Эстонией.

## История
Договор о создании Балтийской Антанты был подписан в Женеве 12 сентября 1934 года. Инициативу по созданию этого союза проявила Литва, рассчитывавшая усилением сотрудничества прибалтийских государств упрочить свои международные позиции, в первую очередь в положительном для неё разрешении так называемого Виленского конфликта — то есть в возвращении в состав Литвы Вильно и Виленской области, захваченных Польшей в 1920 году. 
СССР в то время поддержал это сближение, однако впоследствии в 1940 году использовал соглашения между балтийскими странами как предлог для ультиматумов (называя его направленным против СССР).
Балтийская Антанта была аннулирована соответствующими указами правительств Латвии, Эстонии и Литвы в июне 1940 года после вхождения этих стран в сферу влияния СССР по итогам  секретного дополнительного протокола к Договору о ненападении между Третьим Рейхом и СССР 1939 года.

### Конференции Балтийской Антанты
- 9-я конференция — Каунас, 5 февраля 1939 года[2].
- 10-я конференция — Таллин, 7-8 декабря 1939 года[3].
- 11-я конференция — Рига, 14-16 марта 1940 года[4].